# Protathlima A’ Kategorias (2025/2026)
Ten artykuł dotyczy przyszłego wydarzenia sportowego. Informacje w nim zawarte zmienią się w przyszłości.
Protathlima A’ Kategorias 2025/2026 (ze względów sponsorskich zwana jako Παγκύπριο Πρωτάθλημα CYTA) – 87. edycja najwyższej klasy rozgrywkowej piłki nożnej na Cyprze.
Bierze w niej udział 14 drużyn, które w okresie od 23 sierpnia 2025 do maja 2026 rozegrają w dwóch fazach 40 kolejek meczów.
Obrońcą tytułu jest drużyna Pafos.

## Drużyny
| Uczestnicy poprzedniej edycji | Uczestnicy poprzedniej edycji | Uczestnicy poprzedniej edycji | Uczestnicy poprzedniej edycji |
| --- | ----------------------------- | ----------------------------- | ----------------------------- |
| PAF | Pafos FC                      | Pafos                         | 1                             |
| CYP | Aris Limassol                 | Limassol                      | 2                             |
| OMN | Omonia Nikozja                | Nikozja                       | 3                             |
| AEK | AEK Larnaka                   | Larnaka                       | 4                             |
| APN | APOEL Nikozja                 | Nikozja                       | 5                             |
| APL | Apollon Limassol              | Limassol                      | 6                             |
| AFA | Anorthosis Famagusta          | Larnaka                       | 7                             |
| ETA | Ethnikos Achna                | Achna                         | 8                             |
| AEL | AEL Limassol                  | Limassol                      | 9                             |
| ENP | Enosis Neon Paralimni         | Paralimni                     | 10                            |
| OAR | Omonia Aradipu                | Aradipu                       | 11                            |
| Awans z Protathlima B’ Kategorias 2024/25 |                               |                               |                               |
| FRE | Freedom 24 EN Ipsonas         | Ipsonas                       | 1                             |
| OLN | Olympiakos Nikozja            | Nikozja                       | 2                             |
| AKR | Akritas Chlorakas             | Chlorakas                     | 3                             |
| Oznaczenia: - kolumna pierwsza – skróty nazw drużyn, - kolumna trzecia – siedziba klubu, - kolumna czwarta – miejsce zajęte w poprzednim sezonie. |                               |                               |                               |

## Format rozgrywek
Rozgrywki składają się z dwóch faz. W pierwszej drużyny grają ze sobą dwukrotnie, raz u siebie i raz na wyjeździe. W drugiej fazie liga zostanie podzielona na dwie grupy. Sześć najlepszych drużyn zagrają o tytuł oraz miejsca startowe w międzynarodowych rozgrywkach, zaś pozostałe o pozostanie w lidze. Zespoły rozegrają ze sobą mecz i rewanż. Punkty zdobyte w fazie zasadniczej zostają zachowane.

## Faza zasadnicza
| Lp. | Drużyna               | M | Z | R | P | B+ | B– | +/– | Pkt | Kwalifikacja      |  | AEK | AEL | AKR | ANO | APO | APL | ARI | ENO | ETH | KRA | OLY | OAR | OMO | PAF |
| --- | --------------------- | - | - | - | - | -- | -- | --- | --- | ----------------- |  | --- | --- | --- | --- | --- | --- | --- | --- | --- | --- | --- | --- | --- | --- |
| 1   | AEK Larnaka           | 0 | 0 | 0 | 0 | 0  | 0  | 0   | 0   | grupa mistrzowska |  |     |     |     |     |     |     |     |     |     |     |     |     |     |     |
| 2   | AEL Limassol          | 0 | 0 | 0 | 0 | 0  | 0  | 0   | 0   | grupa mistrzowska |  |     |     |     |     |     |     |     |     |     |     |     |     |     |     |
| 3   | Akritas Chlorakas     | 0 | 0 | 0 | 0 | 0  | 0  | 0   | 0   | grupa mistrzowska |  |     |     |     |     |     |     |     |     |     |     |     |     |     |     |
| 4   | Anorthosis Famagusta  | 0 | 0 | 0 | 0 | 0  | 0  | 0   | 0   | grupa mistrzowska |  |     |     |     |     |     |     |     |     |     |     |     |     |     |     |
| 5   | APOEL                 | 0 | 0 | 0 | 0 | 0  | 0  | 0   | 0   | grupa mistrzowska |  |     |     |     |     |     |     |     |     |     |     |     |     |     |     |
| 6   | Apollon Limassol      | 0 | 0 | 0 | 0 | 0  | 0  | 0   | 0   | grupa mistrzowska |  |     |     |     |     |     |     |     |     |     |     |     |     |     |     |
| 7   | Aris Limassol         | 0 | 0 | 0 | 0 | 0  | 0  | 0   | 0   | grupa spadkowa    |  |     |     |     |     |     |     |     |     |     |     |     |     |     |     |
| 8   | Enosis Neon Paralimni | 0 | 0 | 0 | 0 | 0  | 0  | 0   | 0   | grupa spadkowa    |  |     |     |     |     |     |     |     |     |     |     |     |     |     |     |
| 9   | Ethnikos Achna        | 0 | 0 | 0 | 0 | 0  | 0  | 0   | 0   | grupa spadkowa    |  |     |     |     |     |     |     |     |     |     |     |     |     |     |     |
| 10  | Freedom 24 EN Ipsonas | 0 | 0 | 0 | 0 | 0  | 0  | 0   | 0   | grupa spadkowa    |  |     |     |     |     |     |     |     |     |     |     |     |     |     |     |
| 11  | Olympiakos Nikozja    | 0 | 0 | 0 | 0 | 0  | 0  | 0   | 0   | grupa spadkowa    |  |     |     |     |     |     |     |     |     |     |     |     |     |     |     |
| 12  | Omonia Aradipu        | 0 | 0 | 0 | 0 | 0  | 0  | 0   | 0   | grupa spadkowa    |  |     |     |     |     |     |     |     |     |     |     |     |     |     |     |
| 13  | Omonia Nikozja        | 0 | 0 | 0 | 0 | 0  | 0  | 0   | 0   | grupa spadkowa    |  |     |     |     |     |     |     |     |     |     |     |     |     |     |     |
| 14  | Pafos                 | 0 | 0 | 0 | 0 | 0  | 0  | 0   | 0   | grupa spadkowa    |  |     |     |     |     |     |     |     |     |     |     |     |     |     |     |

## Najlepsi strzelcy
| Bramki | Strzelcy | Drużyna |
| ------ | -------- | ------- |
| Gol    |          |         |

Źródło: 

## Stadiony
| AEK Arena   |
| ----------- |
| AEK Larnaka |
|             |

| Alphamega Stadium                           |
| ------------------------------------------- |
| AEL Limassol Apollon Limassol Aris Limassol |
|                                             |

| Stadion im. Andonisa Papadopulosa   |
| ----------------------------------- |
| Anorthosis Famagusta Omonia Aradipu |
|                                     |

| Stadion Dasaki |
| -------------- |
| Ethnikos Achna |
|                |

| Stadion GSP          |
| -------------------- |
| APOEL Omonia Nikozja |
|                      |

| Stadion Tasos Marku   |
| --------------------- |
| Enosis Neon Paralimni |
|                       |

| Stadion Steliosa Kyriakidesa |
| ---------------------------- |
| Pafos                        |
|                              |

Źródło: 